# Чулпан (Уршакский сельсовет)
Чулпан (баш. Сулпан) — деревня в Аургазинском районе Республики Башкортостан России. Входит в Уршакский сельсовет.

## Географическое положение
Расстояние до:
- районного центра (Толбазы): 32 км,
- центра сельсовета (Староабсалямово): 16 км,
- ближайшей железнодорожной станции (Шингак-Куль): 45 км.

## Население
| 2002 | 2009 | 2010 |
| ---- | ---- | ---- |
| 47   | ↘43  | ↗45  |

Национальный состав
Согласно переписи 2002 года, преобладающая национальность — татары (96 %).